# Kapit
Kapit (en serbe cyrillique : Капит ; en albanais : Kapitë) est un village de Serbie situé dans la municipalité de Medveđa, district de Jablanica. Au recensement de 2011, il comptait 39 habitants.

## Démographie
| 1948 | 1953 | 1961 | 1971 | 1981 | 1991 | 2002 | 2011 |
| ---- | ---- | ---- | ---- | ---- | ---- | ---- | ---- |
| 360  | 394  | 445  | 466  | 425  | 304  | 253  | 39   |

|  |